# Pterygota macrocarpa
Pterygota macrocarpa é uma espécie de angiospérmica da família Sterculiaceae.
Pode ser encontrada nos seguintes países: Camarões, Costa do Marfim, Gana, Nigéria e Serra Leoa.
Está ameaçada por perda de habitat.